# عريض الحرشفة الشريطي
عريض الحرشفة الشريطي (الاسم العلمي: Eurylepis taeniolata)، يُعرف باسم سقنقور مشرط الجوانب أو سقنقور جبال البنجاب أو سقنقور الخلد أصفر البطن. هو نوع من السقنقور يوجد في آسيا الوسطى وجنوب آسيا وغرب آسيا. ينتمي إلى جنس عريض الحرشفة.

## التوزيع
يوجد عريض الحرشفة الشريطي في الأردن وشبه الجزيرة العربية (شمال غرب السعودية وجنوب اليمن) والعراق وشمال شرق إيران وأفغانستان وباكستان وغرب وشمال الهند (كشمير وكجرات وراجستان والبنجاب وهيماشال براديش وجامو وكشمير) ، وجنوب تركمانستان.

## النويعات
يشمل عريض الحرشفة الشريطي ثلاث نويعات:
- Eurylepis taeniolata arabicus | (Szczerbak, 1990) – السعودية
- Eurylepis taeniolata parthianicus | (Szczerbak, 1990) – تركمانستان، إيران، أفغانستان، اسمه الشائع السقنقور الفارسي
- Eurylepis taeniolata taeniolata | Blyth, 1854